# Cal Quirze dels Clots
Cal Quirze dels Clots (o, simplement Cal Quirze) és una masia del poble de la Coma, al municipi de la Coma i la Pedra, a la Vall de Lord (Solsonès).